# 베네수엘라군

베네수엘라군 또는 베네수엘라의 볼리바르 국립군(스페인어: Fuerza Armada Nacional Bolivariana - FANB)은 총사령관(대통령)과 국방부 장관이 통제한다. 육군, 해군, 공군 외에도 주로 내부 보안에 초점을 맞춘 국가 방위군과 민병대가 있다.
군대의 주요 목적은 공격으로부터 베네수엘라 영토를 방어하고, 마약 밀매와 싸우며, 수색 및 구조 능력을 제공하고, 자연 재해 발생 시 민간인을 지원하고, 수많은 내부 보안 임무를 수행하는 것이다. 2018년 기준으로 현역 병력은 12만3000명, 예비군은 8000명이다.